# Стрілецьке (Яворівський район)
Стріле́цьке (до 1947 року Стрільчиська, пол. Strzelczyska) — село в Україні, в Яворівському районі Львівської області. Розташоване на річці Січній, за 6 км від райцентру та залізничної станції Мостиська. Населення — 438 особа. Орган місцевого самоврядування — Мостиська міська рада. Є селом з найбільшим відсотком польськомовних (97,7%) в Україні.

## Історія
Після захоплення Червоної Русі (Червенські міста) Польщею (певно в 1359 р.) цей гірський регіон був заселений римо-католицькими поселенцями в колонізації за німецьким правом. Кажуть, що ще у 1375 році тут був один із близько 20 римо-католицьких костелів Перемишльської єпархії, єдиний сільський на схід від сьогоднішнього польсько-українського кордону. Однак у документах вперше згадується в 1396 році. У 1404 р. виникло місто Мостиська як міський центр римо-католицького населення в таких місцях, як Стрілецьке, Пнікут, Крисовичі, Крукеничі, Мистичі, Мишлятичі та інших.
Політично село спочатку належало до Перемишльської землі Руського воєводства Речі Посполитої. У XV столітті з'явилося багато особових імен мешканців села, в тому числі німецького походження.
Під час першого поділу Польщі в 1772 році село увійшло до складу нового Королівства Галичини і Володимирії імперії Габсбургів (з 1804 року). На етнографічній карті Австрійської монархії Карла фон Черніга-Чернґаузена з 1855 року це місце було на польському мовному острові на південь від Мостисьок.
У 1900 р. волость Стрілецька в Мостиському повіті мала 180 будинків з 1144 мешканцями, з яких усі були польськомовними, 1107 римо-католиками, 29 греко-католиками, 8 юдейського віросповідання.
Після розпаду Австро-Угорщини наприкінці Першої світової війни село спочатку увійшло до складу ЗУНР, а після польсько-української війни під час Перших визвольних змагань громада в 1919 році опинилася у складі Польщі. У 1921 році в ньому було 168 будинків з 1123 мешканцями (596 жінок і 527 чоловіків), всі задекларували польську національність, 1104 римо-католики, 10 юдейського віросповідання, 9 греко-католики. Крім того, у садибі Стрілецького (фільварок) було 35 мешканців (19 жінок і 16 чоловіків), у ній було 4 житлових будинки. 28 осіб задекларували польську національність, 7 – українську. 18 осіб задекларували приналежність до римо-католицького віросповідання, 17 – до греко-католицького віросповідання.
Після української поразки й до 1939 року село входило до складу Другої польської республіки. Від 1939 року з початком Другої світової війни після Радянської анексії включено до складу УРСР, від 1941 року, після завоювання Вермахтом входило до складу Генеральної губернії Німеччини. Після Другої світової війни, залишилося у складі УРСР. За підсумками Другої світової війни польське населення села не було депортоване в рамках «обміну населенням» СРСР та Польщі.
Після відновлення незалежності України в 1991 році входить до її складу.
З 1990 по 1994 рік збудовано новий римо-католицький парафіяльний костел. Парафія також включає римо-католиків у селах Липники, Раденичі та Чижевичі.
У 2003 році «Польська громада» відкрила нову польську школу. Завдяки новому костелу та школі Стрілецьке вважається важливим центром для польського населення навколо Мостиськ, яке, за оцінками, становить 5000-6000 осіб.

## Населення
Станом на 1959 рік населення становило 520 осіб.
За даними перепису 2001 року населення села — 481 особа, з них 97,71 % зазначили рідною польську мову, а 2,29 % — українську.
| Мова       | Кількість | Відсоток |
| ---------- | --------- | -------- |
| польська   | 470       | 97.71%   |
| українська | 11        | 2.29%    |
| Усього     | 481       | 100%     |

## Інфраструктура
За радянських часів у селі розташовувався другий відділок радгоспу «Крукеницький», що спеціалізувався в молочно-тваринницькому напрямі. Відділок мав 1900 га землі.
Також у селі є початкова школа, бібліотека, клуб. Споруджено 30 нових будинків.